# Bandera de Salomó
La bandera de Salomó fou adoptada oficialment el 18 de novembre de 1977. Consta de cinc estrelles representant les cinc illes principals de l'arxipèlag en un fons blau que representa l'oceà. El color verd representa el medi natural i la línia groga els rajos de sol.

## Banderes Històriques

Bandera de 1893– 1906.
Bandera de les Illes Salomó britàniques (1906–1947)
Bandera de les Illes Salomó britàniques (1947–1956)
Bandera de les Illes Salomó britàniques (1956–1966)
Bandera de les Illes Salomó britàniques (1966–1977)

## Altres banderes
L'ensenya civil (per als vaixells mercants) i l'ensenya de l'estat (per als vaixells governamentals no militars) són banderes vermelles i blaves, respectivament, amb la bandera nacional al cantó. L'ensenya naval (per als vaixells de la policia) es basa en el pavelló blanc britànic, una creu de sant Jordi sobre camp blanc, també amb la bandera nacional al cantó.

Ensenya civil.
Ensenya de l'estat.
Ensenya de Duades.
Ensenya naval.